# 人道の丘公園
人道の丘公園（じんどうのおかこうえん）は、岐阜県加茂郡八百津町にある公園。

## 概要

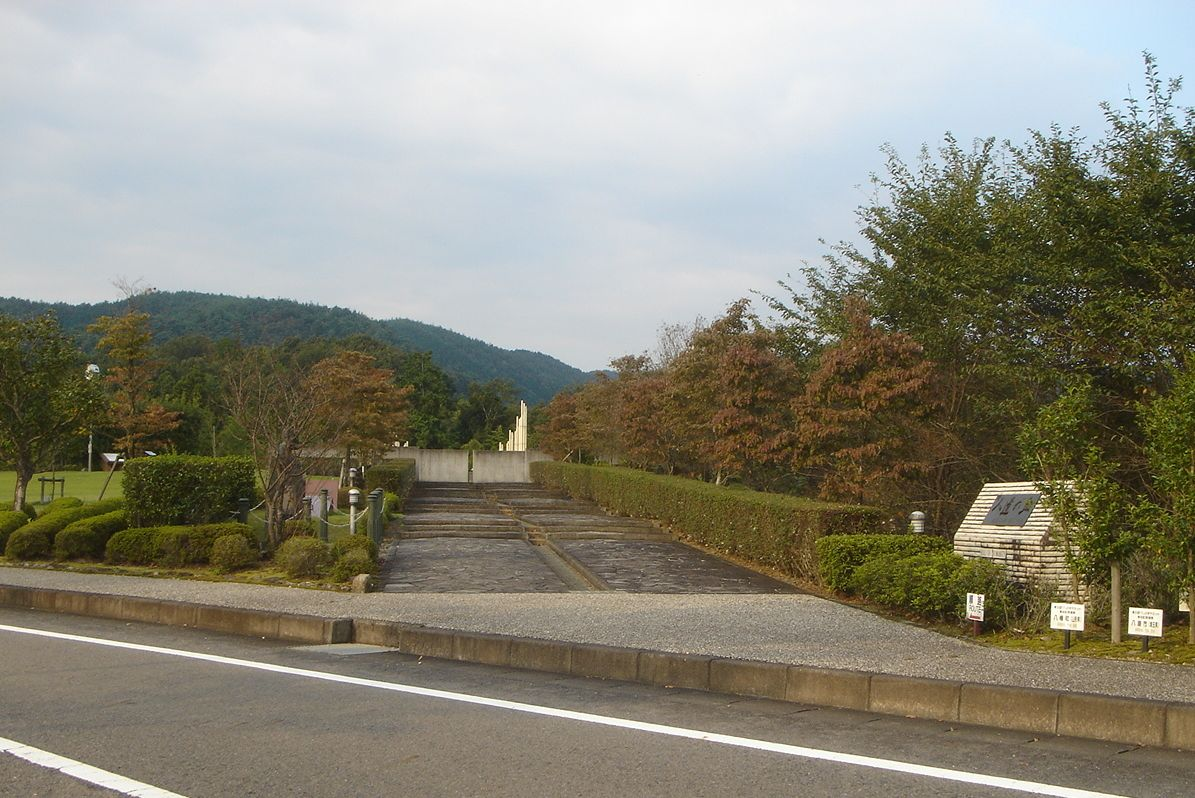
メモリアルゾーン

命名は梶原拓岐阜県知事（当時）による。「命のビザ」で知られる元外交官の杉原千畝の人道的功績を讃えるため、3年間で総事業費6億5千万円をかけて造られた。
1992年（平成4年）8月12日に開園。公園は「メモリアルゾーン」、「アクセスゾーン」、「カルチャーゾーン」、「アミューズゾーン」の4つの区域と「杉原千畝記念館」からなる。
2023年（令和5年）にはドラマ『ハヤブサ消防団』の「居酒屋サンカク」のセットを八百津町が購入し、人道の丘公園管理棟内に移設され、観光施設として整備されることになちり、2024年（令和6年）1月に「ハヤブサ・ミュージアム」として開館した。

## 沿革
- 1992年（平成4年）8月12日 - 開園。
- 2000年（平成12年）
  - 7月15日 - 早稲田大学（杉原の母校）により園内に顕彰碑建立。
  - 7月30日 - 杉原千畝記念館開館。名誉館長に鈴木宗男（2002年（平成14年）に記念館側から一方的に解任）[4]。
- 2016年（平成28年）7月14日 - 杉原千畝ルート協議会発足[5]。
- 2017年（平成29年）
  - 4月27日 - 杉原千畝ルート協議会に愛知県名古屋市が参加[6]。
  - 5月8日 - リトアニア外相が八百津・千畝記念館を視察[7]。
- 2024年（令和6年）1月8日 - ハヤブサ・ミュージアム開館。

## 施設

### 杉原千畝記念館

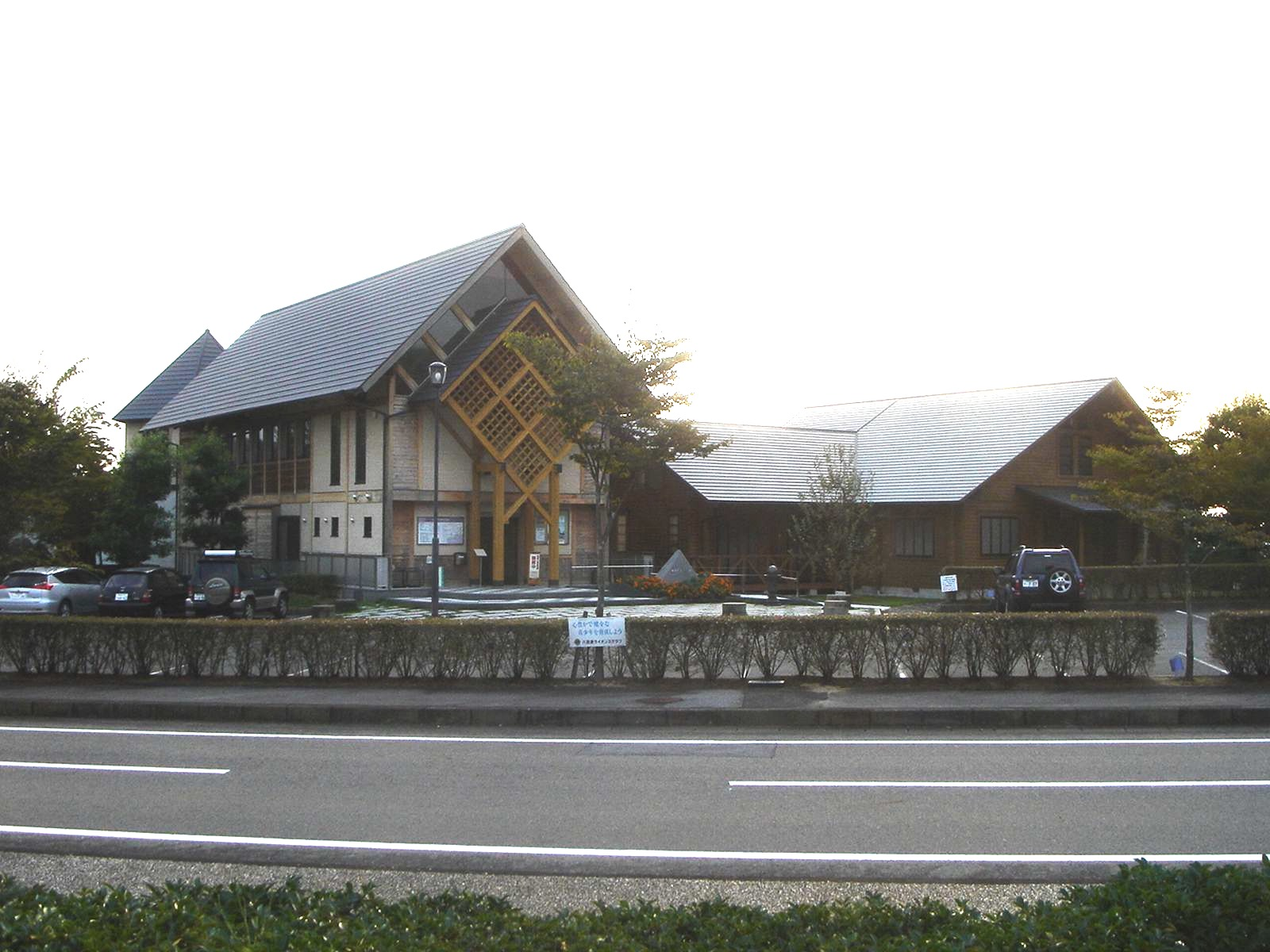
杉原千畝記念館：2006年（平成18年）撮影

建物は檜材を使用した伝統構法で造られ、岐阜県21世紀ふるさとづくり芸術賞を受賞した。ナチスドイツから逃亡してきたユダヤ人を救出するためにビザ発行を行った当時のカウナス領事館における杉原千畝による仕事を再現した様子などが展示されている。

#### 休館日
- 毎週月曜日（祝日または振替休日の場合は翌日）
- 年末年始（千畝の誕生日である1月1日も含む）[8]

#### 館長
- 國枝大索

#### 名誉館長
鈴木宗男が当初、町長から名誉館長を引き受けたが、2002年（平成14年）に宗男バッシングが始まると、「町は連絡もなくクビにし、名誉館長・鈴木宗男の額が倉庫にぶん投げてあった」と鈴木宗男は語っている。

### 知事題字による園銘板石碑
公園名の命名者である梶原拓岐阜県知事（当時）による題字の園銘板がある。 

### シンボルモニュメント
平和を奏でるモニュメントと呼ばれ、160本のパイプからなるパイプオルガンをイメージしたモニュメント。デザインは、名古屋駅前の飛翔を手掛けた伊井伸（いい しん）である。最大高さは6.85m。

### 命のビザモニュメント

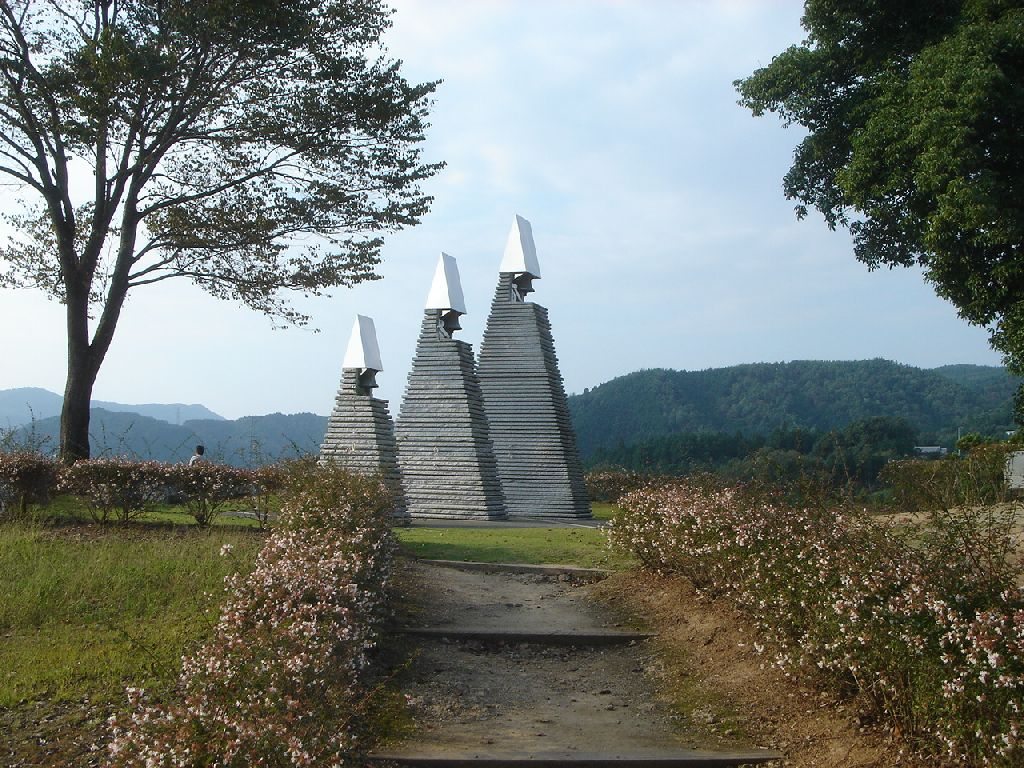
命のビザモニュメント

園内の八百津一望の丘にあるモニュメントで、積み重ねたビザをイメージした形となっている。

### ハヤブサ・ミュージアム
八百津町が立ち上げた、「ハヤブサ消防団」（原作：池井戸潤（岐阜県出身））に関連した町おこし事業「ハヤブサプロジェクト」の一環であり、八百津町情報発信施設である。公園管理棟内の喫茶店を改修。ハヤブサ消防団で消防団のメンバーが集まる「居酒屋さんかく」のセットを展示。劇中で使用された衣装、大道具、小道具などを展示する。

### その他
第一駐車場にトイレあり。
第二駐車場にEV（電気自動車）急速充電器あり。

## 所在地
- 岐阜県加茂郡八百津町八百津1088-2

## アクセス
- 国道418号（丸山トンネル）を利用。

## 資金調達方法
建設当時次のように資金調達を計画していたことが事業計画書により明らかになっている。
- アメリカユダヤ人協会：5億円
- ふるさと創生資金：1億円
- イスラエルユダヤ人協会：1億円
- 岐阜県：5千万円
- 八百津町：5千万円
- 日本人賛同者：2億円